# 純全帯么九
純全帯么九（ジュンチャンタイヤオチュウ）とは、麻雀における役のひとつ。4面子1雀頭の全てに老頭牌（一九牌）が関わっている形。門前3翻、食い下がり2翻。略して「ジュンチャン」もしくは「純チャン」と呼ばれることが多い。

## 概要
123か789の順子を1つ以上含み、他は老頭牌（1か9）の刻子および雀頭で構成する。混全帯么九（チャンタ）の上位役だが、字牌を含むことはできない。チャンタと同様に辺張待ち・嵌張待ちになりやすく、両門待ちになった場合の高目安目の落差が激しいのもチャンタと同じである。
食い下がり役であるため副露して作ることができるが、下手に鳴いて手作りの幅を狭めてしまうと、チャンタと違って役牌に頼ることもできず、結果的に役無しの形式テンパイになってしまったり、あるいはテンパイすらできずに終わってしまうこともある。また、副露することでジュンチャン狙いであることを看破されれば、当たり牌や要牌（テンパイするために必要な牌）を押さえられてしまう可能性もある。しかし、メンゼンでテンパイすることができれば、リーチを掛けることで満貫が確定する。使える順子が限定されることから三色同順との複合が比較的頻繁に見られるが、その場合はリーチやドラで跳満以上の高得点につながる。副露しても三色同順が併合する例が多く、ドラが1つでもあれば7700点以上が望める。また、辺張待ち・嵌張待ちがスジ引っ掛けになっていれば、立直を打つことで逆にあがりやすくなる場合もある。
なお、刻子の多いジュンチャンは、手変わり次第で清老頭という役満に変化することがある（下の牌姿例の6例目も参照）。

## 歴史
戦後の日本で生まれた役であり、中国麻雀など日本以外の麻雀ではほとんど採用されていない。そもそも中国ではチャンタとジュンチャンを区別しておらず、両方ひっくるめて「全帯么九」であった。それが日本で字牌ありのものと字牌なしのものを区別するようになり、字牌なしのものを「純全帯」、字牌ありのものを「混全帯」というようになった。字牌の有無は本来清一色と混一色、清老頭と混老頭のように、字牌無しのものが「清」、字牌有りのものが「混」の表記になっているが、ジュンチャンの場合に限り「純」が使われているのは、これが日本であとから考案された役であるためである。本家中国では大抵の場合、全帯么九と無字の複合（この場合必然的に么九刻も複合）あるいは全帯么九と平和の複合で計算される。

## 牌姿の例
（例1）純チャンのみのケース
のシャンポン待ち。かをツモってを切れば純チャン三色に手変わりする。
（例2）純チャン三色のケース
ペン待ち。三色同順が複合しており、純チャン三色と呼ばれる。ダマテンでもロン和了で満貫、ツモれば跳満の大物手である。
（例3）高目と安目の落差が激しいケース
なら平和純チャン三色で跳満となり子12000点/親18000点だが、では平和のみである。高目なら跳満なのに安目では子1000点/親1500点のみ。点数の落差が激しいため、立直をかけず安目での和了を見送るのも戦略の一つだと言える。また、をツモってきた場合、高目であがるべく振聴立直を敢行することも考えられる。振聴立直がうまくいってをツモれば、立直と門前清自摸和が加わって倍満まで届く。
（例4）片和了のケース
待ちだが、では純チャンにならないため役がない。にロンをかけた場合役なしのチョンボになってしまう。の自摸和の場合も、副露しているので門前清自摸和が成立せず、やはり役なしのチョンボになってしまう。このとき純チャンの聴牌を維持するには和了せずにをツモ切りしなくてはならないが、そうすると振聴となってしまうため、それ以降はであってもロンできなくなる。
（例5）片和了のケース2
の変則四門張で待ちは広いが、立直していない場合では役が無いためロン和了できない。例4と違って門前なのでツモ和了は可能だが、子500・300、親500オールにしかならず安い。
（例6）清老頭の一向聴でもある形
ペン待ちの純チャンをテンパイしているが、一手変わりで清老頭になる牌姿である。引き、引き、のポン、手変わりのルートは3つもある。このままで和了っても50符2翻で子3200点/親4800点にしかならないが、仮に清老頭に変化すれば子32000点/親48000点の聴牌になり、その差はちょうど10倍。条件次第ではを見逃して清老頭への変化を待つという戦略は充分考えられる。
（例7）清一色と複合するケース
待ちだが、での和了のみ純チャンと複合する。の自摸和のとき、清一色・三暗刻・門前清自摸和の9翻で倍満と勘違いしやすいが、高点法により清一色・純チャン・一盃口・平和・門前清自摸和の12翻で三倍満となる。